# Col de la Croix (Vaud)
Il col de la Croix (letteralmente “colle della Croce”) è un passo di montagna nelle Alpi del Canton Vaud, Svizzera. Collega la località sciistica di Villars-sur-Ollon con quella di Les Diablerets nel comune di Ormont-Dessus. 

Il valico è a un'altitudine di 1 778 m s.l.m.
In Svizzera esiste un altro passo con lo stesso nome nel canton Giura.
Dal punto di vista orografico il passo separa le Alpi Bernesi a sud dalle Prealpi Svizzere a nord.